# Negroni
Il Negroni è un cocktail da aperitivo alcolico dal tipico colore rosso chiaro, a base di vermut rosso, bitter Campari e gin.
È un cocktail riconosciuto ufficialmente dall'IBA nonché uno dei più famosi.

## Storia
Fu ideato a Firenze nel 1919-20 dal conte Camillo Negroni di Fiesole. Negli anni venti il conte era solito frequentare l'aristocratico Caffè Casoni in Via de' Tornabuoni a Firenze (locale in cui verrà trasferita in seguito l'attività del già esistente Caffè Giacosa) e, per variare dal suo abituale aperitivo Americano, chiese al barman Angelo Tesauro (secondo altri autori però pare che fosse Fosco Scarselli) di aggiungere un po' di gin in sostituzione del seltz, in onore del suo soggiorno a New York. Il nuovo cocktail divenne noto come l'"Americano alla moda del conte Negroni", ovvero un Americano con un'aggiunta di gin, e in seguito prese il nome del conte stesso.
Nel 2001 Roberto Cavalli acquisì il Caffè Giacosa senza stravolgerne l'attività, ma nel 2017 fu costretto a chiudere per motivi economici. Attualmente non è più possibile ordinare un Negroni nel suo luogo di origine, poiché, al posto dello storico caffè, trova spazio una boutique di Giorgio Armani; tuttavia un caffè Giacosa è stato poco dopo riaperto sul lato opposto di via della Spada.

## Composizione

### Ingredienti
- 3 cL di gin
- 3 cL di Campari
- 3 cL di vermut rosso

### Preparazione
Versare tutti gli ingredienti dalla gradazione alcolica più alta alla più bassa direttamente nel bicchiere Old fashioned riempito di ghiaccio. Mescolare delicatamente. Decorare con metà fetta d'arancia.

## Varianti

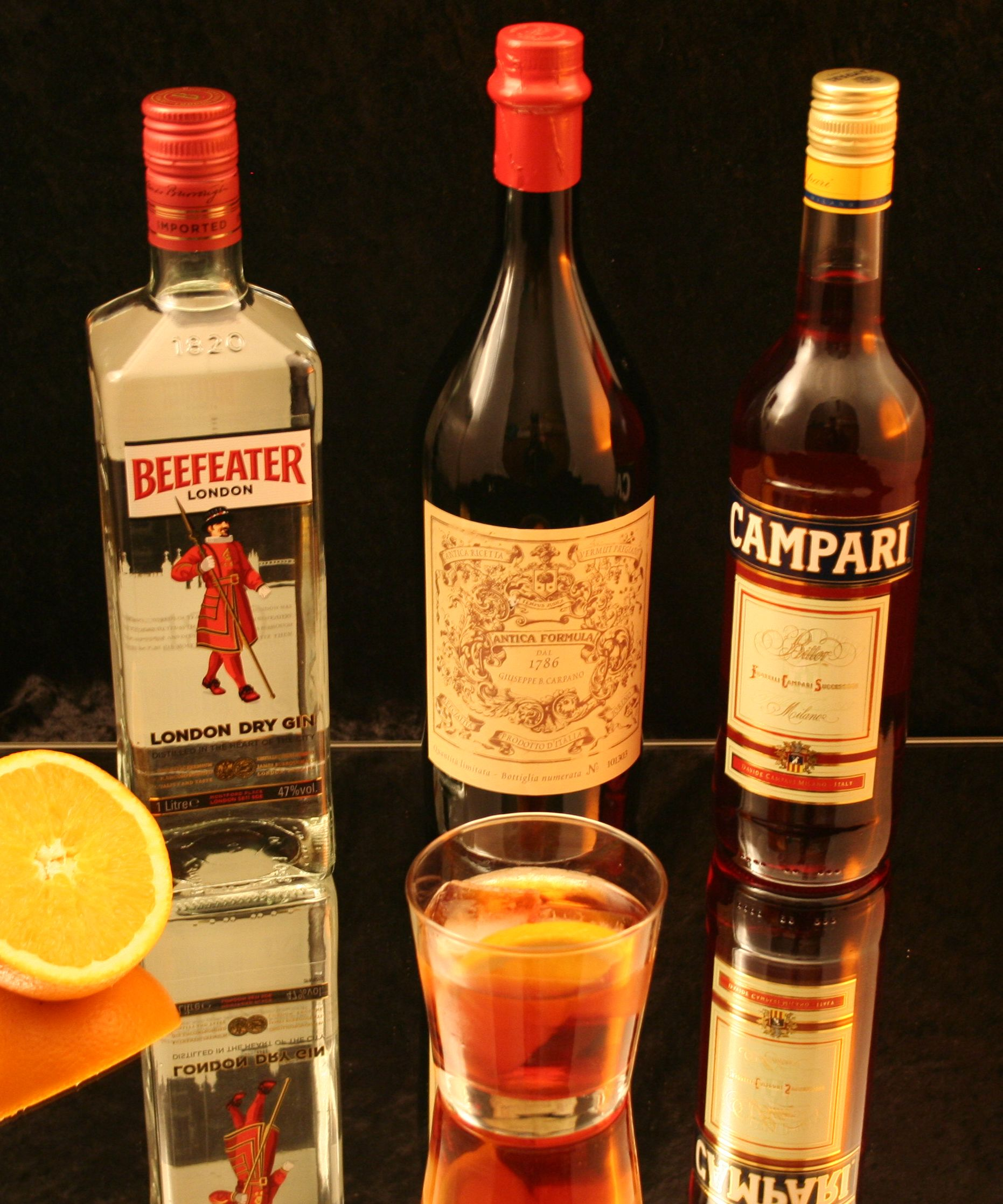
Il Negroni insieme ai suoi ingredienti

Il Negroni ha nel tempo dato forma a diverse varianti:
- Milano Torino: è considerato il precursore di questa famiglia di cocktail e si compone come il Negroni ma senza gin.
- Negroni sbagliato: una delle varianti più famose, è nato nel 1972 a Milano e sostituisce al gin lo spumante brut.[5]
- Americano: si compone sostituendo al gin la soda.
- Negroski: una delle varianti più famose, sostituisce al gin la vodka.[6]
- Bencini: si compone sostituendo al gin il rum bianco.[7]
- Boulevardier: si compone sostituendo al gin il whisky (preferibilmente bourbon).[8]
- Old pal: si compone sostituendo al gin il whisky (preferibilmente rye) e al vermouth dolce vermouth secco.[9]
- Dutch Negroni: si compone sostituendo al gin lo jenever.[10]
- Japanese Negroni: si compone sostituendo al gin il sakè.[11]
- Mexican Negroni: si compone sostituendo al gin la tequila o il mezcal.
- Negroni Seal: prevede una doppia dose di vermouth.[12]
- Punt e Mes Negroni: si compone utilizzando il Punt e Mes come vermouth, che rende più amaro il cocktail. Il regista Luis Buñuel rivendicò la paternità di questo cocktail nella propria autobiografia Dei miei sospiri estremi, chiamando questa variante "Buñueloni".[13]
- Negroni rosato: utilizza il vino rosato al posto del gin.
- Cardinale: vermouth dry al posto del vermouth rosso, con proporzioni diverse e quantità diverse, in coppetta da cocktail.
- Kingston Negroni: rum overproof jamaicano al posto del gin.[14]